# Флаг Зеленодольского района
Флаг Зеленодо́льского муниципального района Республики Татарстан Российской Федерации — опознавательно-правовой знак, служащий официальным символом муниципального образования.
Флаг утверждён 15 декабря 2006 года и 20 февраля 2007 года внесён в Государственный геральдический регистр Российской Федерации с присвоением регистрационного номера 2880. Флаг внесён в Государственный геральдический реестр Республики Татарстан под № 98.

## Описание
«Флаг Зеленодольского района представляет собой зелёное прямоугольное полотнище с отношением ширины к длине 2:3, несущее вдоль нижнего края четыре полосы (сверху вниз) — белую в 1/60 полотнища, голубую, белую и голубую в 1/10 полотнища каждая, и вплотную к верхней полосе — жёлтое изображение ладьи с белым парусом на фоне которого изображён жёлтый с красными контурами молот обвитый змеями».

## Обоснование символики
Флаг разработан на основе герба района.
Главная фигура — ладья — символически отражает одну из главных отраслей экономики района — судостроительство. В городе Зеленодольске расположен судостроительный завод им. А. М. Горького.
Изображение молота на парусе символизирует одно из ведущих промышленных предприятий района — Производственное объединение «Завод им. Серго» (ПОЗИС).
Кадуцей (в данном случае молот, обвитый змеями) является символом успешной торговли.
Зелёный цвет полотнища указывает на название района. Кроме того, зелёный цвет — символ природы, здоровья, экологии, жизненного роста.
Голубой цвет — символизирует Волгу, играющую важную роль в хозяйственной жизни района.
Полосы аллегорически показывают федеральную трассу Москва—Казань М7, пересекающую район. Белый цвет (серебро) — символ чистоты, совершенства, мира и благополучия.
Голубой цвет (лазурь) — символ чести, благородства, духовности.
Жёлтый цвет (золото) — символ урожая, богатства, стабильности и уважения.
Красный цвет — символ труда, силы, мужества, красоты.

## Авторская группа
Идея флага: Михаил Деркунский (Каменск-Шахтинский), Сергей Когогин (Зеленодольск).
Вексиллологическая доработка произведена Геральдическим советом при Президенте Республики Татарстан совместно с Союзом геральдистов России в составе: Рамиль Хайрутдинов (Казань), Радик Салихов (Казань), Ильнур Миннулин (Казань), Константин Фёдорович Мочёнов (Химки), Вячеслав Васильевич Мишин (Химки), Кирилл Викторович Переходенко (Конаково), Оксана Григорьевна Афанасьева (Москва).